# セベリーノ・レイハ
セベリーノ・レイハ・バスケス（Severino Reija Vázquez、1938年11月25日 - ）は、スペイン・ガリシア州スペイン出身の元同国代表サッカー選手。ポジションはDF。

## クラブ経歴
1957年、当時セグンダ・ディビシオンを戦っていたデポルティーボ・ラ・コルーニャでプロデビュー。それから2年後の1959年、ラ・リーガのレアル・サラゴサに移籍し、1シーズン目からレギュラーに定着した。1968-69シーズンに現役から引退するまでサラゴサでプレーし続け、在籍11シーズンで公式戦347試合に出場した。

## 代表経歴
1962年5月13日、1962 FIFAワールドカップグループステージ初戦のチェコスロバキア代表戦にてスペイン代表デビューを果たした。2年後の1964 欧州ネイションズカップにも参加したが、出場機会はなかった。自信最後のメジャー大会となった1966 FIFAワールドカップでは、グループステージの開幕戦を除く2試合に出場した。

## タイトル

### クラブ
レアル・サラゴサ
- インターシティーズ・フェアーズカップ : 1回 (1963-64)
- コパ・デル・レイ : 2回 (1963-64, 1965-66)

### 代表
スペイン代表
- UEFA欧州選手権 : 1回 (1964)